# ダニエル・J・ドラッカー
ダニエル・ジョシュア・ドラッカー（Daniel Joshua Drucker, 1956年6月23日 - ）はカナダの医学者。専門は内分泌学。2型糖尿病とグルカゴン様ペプチド-1（GLP-1）に関する研究で知られる。
オタワ大学卒業後、1980年にトロント大学からM.D.を取得し、ジョンズ・ホプキンズ病院、トロント大学、マサチューセッツ総合病院で研修を終えた後、1987年からトロント大学教授。
2015年王立協会フェロー選出。

## 受賞歴
- 2014年 バンティング・メダル
- 2020年 ウォーレン・アルパート財団賞
- 2021年 ガードナー国際賞
- 2023年 ウルフ賞医学部門
- 2024年 アストゥリアス皇太子賞学術・技術研究部門
- 2025年 フレッド・コンラッド・コッホ賞、生命科学ブレイクスルー賞、ウォーレン賞

## 参考
- glucagon.com
- lunenfeld.ca/researchers/drucker